# 衝突安全ボディー
衝突安全ボディー（しょうとつあんぜんボディー）は、自動車の衝突時における乗員保護（衝撃吸収機能）と生存空間の確保（乗員保護機能）などを考慮して設計製造された自動車用車体のこと。衝突安全に関する車体性能には各国のメーカーごとに様々な技術があるが、各社の技術のすべてに一般向けの名称があるわけではない。

## 歴史
衝突安全性能はメーカー間の技術競争の一つの項目になっており、技術の向上には法規やアセスメントに定められた安全基準が大きな役割を果たしてきた。
日本では、1993年1月に「道路運送車両の保安基準」が改訂され、1994年4月以降の新型車には前面衝突試験が義務付けられた。1995年12月にトヨタ自動車が5代目スターレット（P90型系）のフルモデルチェンジを機に衝突安全ボディーを謳った「GOA」を採用、以降は他メーカーも含め衝突安全ボディーを採用した新型車が続々と登場した。
また、自動車事故対策センターによる自動車アセスメント（JNCAP）など、公的機関による衝突安全試験によって各車に衝突安全性の格付けが行われる様になり、消費者が容易に衝突安全性を比較できるようになった。ただし、後方からの追突に関する基準や法規はないので、最後列座席から車後端までの距離が短い車両（軽自動車や5ナンバーサイズの登録車におけるトールワゴン・ハイトワゴン型のコンパクトカー、3列シートのミニバンなど）の後方から衝撃を受けた際の安全性には2020年代の今日においても証明材料がなく疑問が残っている。

## 衝突安全ボディーの構造

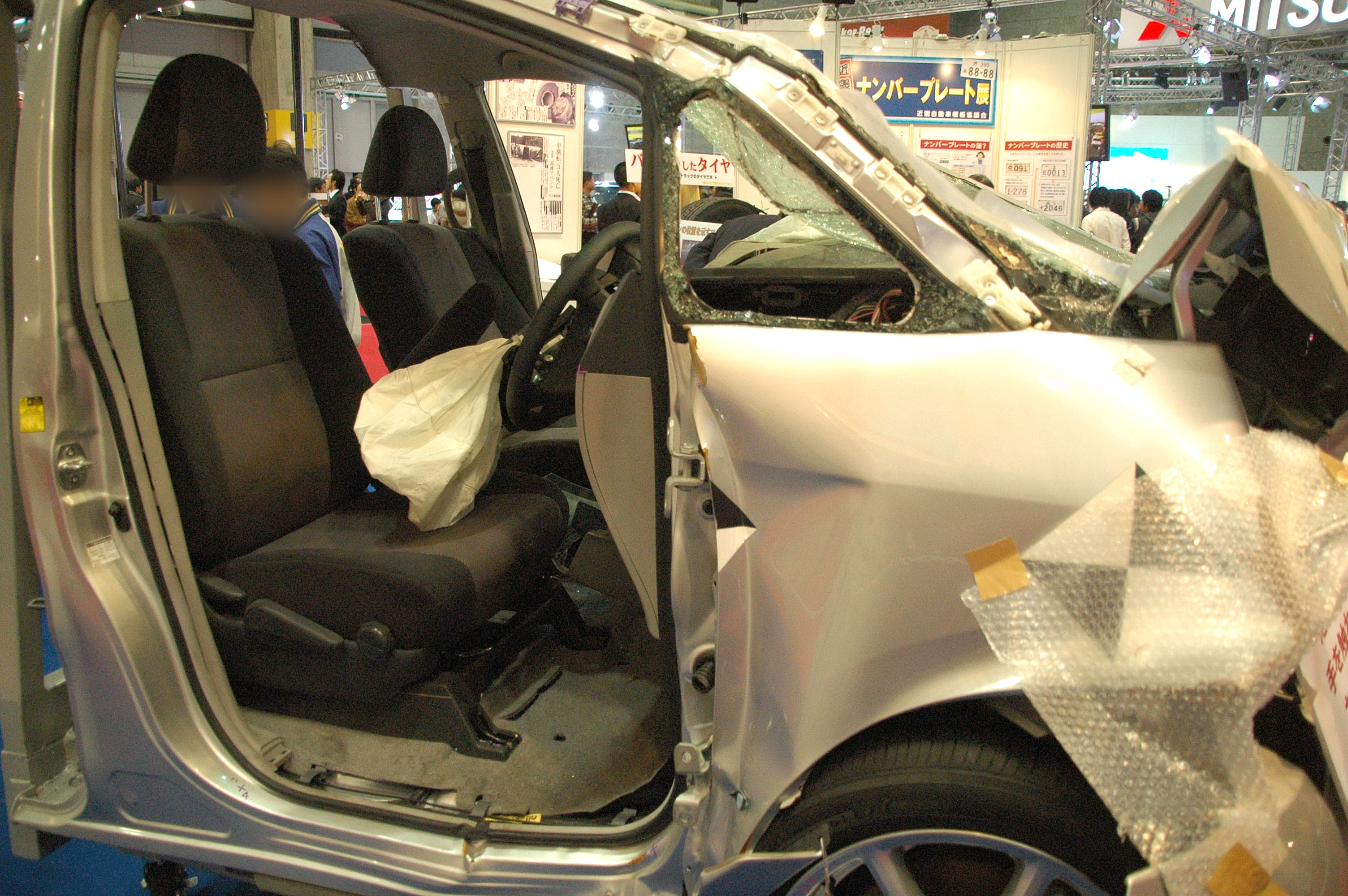
オフセット前面衝突試験に使用された車両

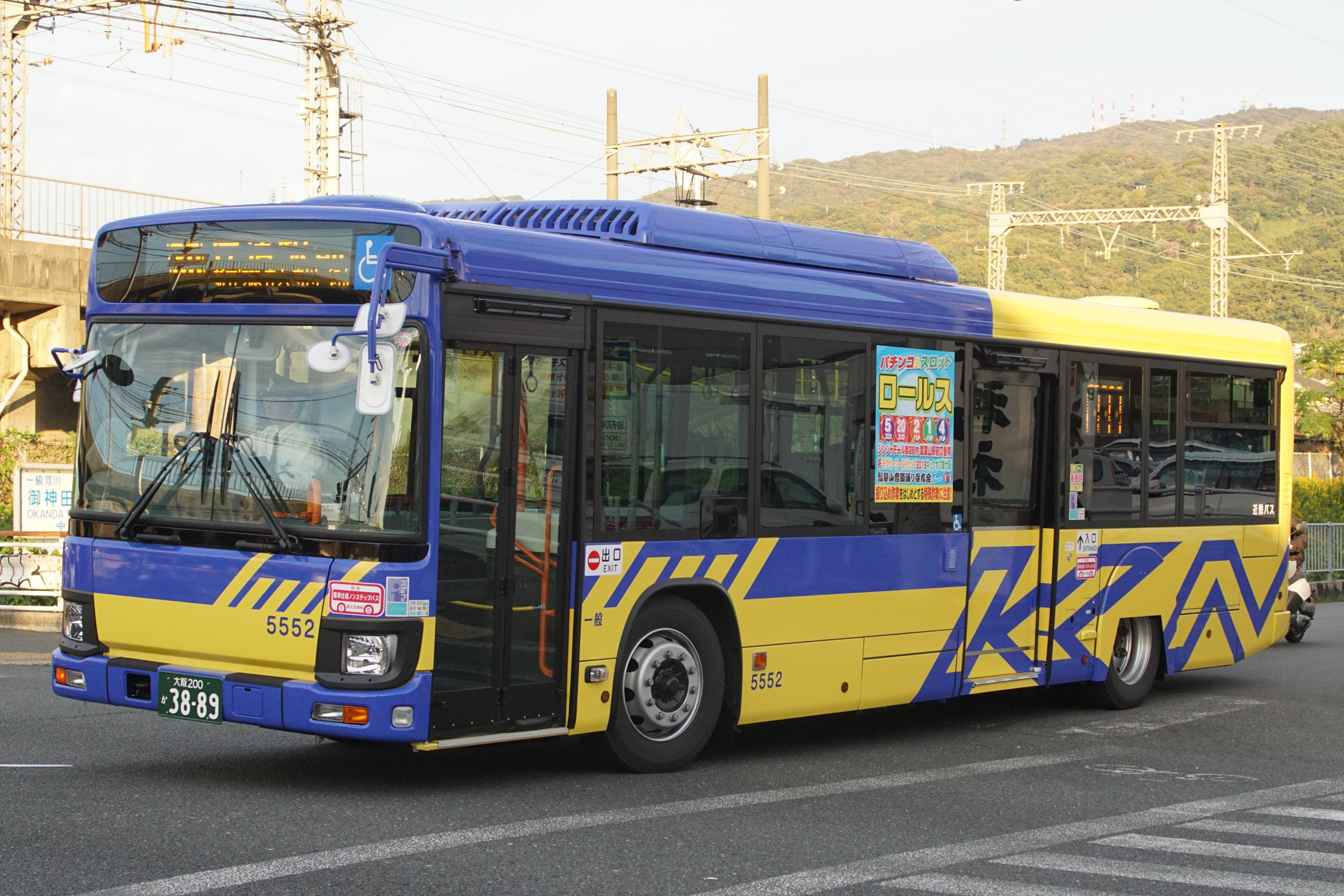
大型バスにおいては、前方の乗降口部分と後方のエンジンルームがクラッシャブルゾーン、床面が嵩上げされた運転席部分とタイヤハウス、エンジン直上の空間がサバイバルゾーンを構成している。

普通乗用車やバスの衝突安全ボディーの構造は、衝撃を吸収する「クラッシャブルゾーン」（フロント構造とリア構造）と、乗員の安全を確保する「セーフティゾーン（サバイバルゾーン）」（キャビン構造）に分けられており、これらの構造を組み合わせたモノコックまたはスケルトン構造である。これにより、衝突時に乗員に加わる衝撃を緩和する。また、エンジンブロックやトランスミッション、フロントホイールの素材や構造を工夫し、ボディーと一緒に押しつぶされることによって衝撃吸収力を高める技術の開発も進んでいる。
衝突事故のほとんどは、フロント片側をぶつけるオフセット（＝ずれた）衝突である。これは、フロント全体で衝撃を受け止めるフルラップ（＝全面）衝突より加わるエネルギーが集中し、ボディーの損傷波及が複雑になりやすい。オフセット衝突で問われるボディーの安全基準は、フロントが複雑につぶれていても、キャビンの生存空間が保たれ、乗員が無事でドアが開く、といった点である。世界的には59%オフセット衝突試験が行われているが、米国「IIHS」（米国高速道路安全保険協会）のスモールオーバーラップ前突(25%オフセット前突試験）では高度な設計が要求される。
さらには歩行者頭部保護性能テストもあり、この対策として、ボンネットの高さと形状や素材が変化している。
結果として、フロントとリアは衝撃をできるだけ吸収するための工夫された構造と素材、各パネルは複雑に複数が組み合わされた形になり、さらにインナーには充填材（Structural Foam/ストラクチュラルフォーム）が注入され、高張力鋼板の改良や新素材の採用も進んでいる。
一方、低速での事故でも人的被害が大きく、衝撃を吸収するスペースを確保しにくい側面衝突に対しては、車幅の拡大やドア断面を厚くすることで衝撃吸収のスペースを得て、ドアに内蔵しているサイドインパクトビームの強化・増設、ドアトリム内にエネルギー吸収パッドを設置、ロッカーパネル及びピラー（フロントピラー、センターピラー、クォーターピラー）の鋼板厚み増し、及びインナーパネルの追加、そしてサイドエアバッグ、などで安全性を確保している。これらは、ロールオーバー（＝横転）事故への対応も含まれている。
衝撃吸収性能が向上した反面、エンジンオイルや燃料、冷却水の流出量が従来車と比較し大幅に増加するため、火災などの二次災害や環境汚染のリスクが大きく上昇するなど、デメリットも少なからず存在する。

## 衝突安全ボディーの名称
独自の基準に基づき、名称を設けている自動車メーカーもある。これらの商標は消費者への周知を目的としたマーケティングから生まれた造語である。
日本ではメーカー別にまとめると
- トヨタ自動車 - GOA（ゴア、Global Outstanding Assessment）、CIAS（サイアス、Crash Impact Absorbing Structure）
- 日産自動車 - ゾーンボディ、FLプラットホーム（FFベース）、FMプラットホーム（FRベース）
- 本田技研工業 - 全方位衝突安全設計ボディ、G-CON（ジーコン）、ACO（アドバンスドG-CON）、ACE™ Body Structure（Advanced Compatibility Engineering™ Body Structure）、ACE™II Body Structure (Advanced Compatibility Engineering™II Body Structure)
- マツダ - SKYACTIV-BODY（スカイアクティブボディ）、MAGMA（マグマ、Mazda Geometric Motion Absorption）
- 三菱自動車工業 - RISE（ライズ）
- 富士重工業（スバル） - クラッシュセイフ・ボディ、全方位衝突安全強化ボディ、新環状力骨構造ボディ、衝撃吸収位相制御構造
- スズキ - SSIS、TECT（テクト）、HEARTECT（ハーテクト）
- ダイハツ工業 - TAF（タフ、Total Advanced Function）
- 日野自動車 - EGISキャブ （イージス）
- いすゞ自動車 - 高剛性キャブ
- 三菱ふそうトラック・バス - FUSO RISE
- UDトラックス - SAFES CABIN（セイフィス キャビン）

がある。